# التهاب وعائي دماغي
التهاب وعائي دماغي هو التهاب الأوعية الدموية (التهاب جدار الأوعية الدموية) التي تُوجد في الدماغ وأحيانا النخاع الشوكي. يؤثر هذا الالتهاب على جميع الأوعية الدموية؛ الأوعية الدموية الصغيرة جدًا (الشعيرات الدموية) والأوعية الدموية المتوسطة الحجم (الشرايين والأوردة) أو الأوعية الدموية الكبيرة (الشرايين والأوردة الكبيرة). إذا انخفض أو توقف تدفق الدم في وعاء فيه التهاب وعائي، فإن أجزاء الجسم التي تتلقى الدم من ذلك الوعاء تتموت. قد يُنتِج مجموعة واسعة من الأعراض العصبية، مثل الصداع والطفح الجلدي والشعور بالتعب الشديد وآلام المفاصل وصعوبة نقل أو تنسيق حركات جزء من الجسم وتغير في الإحساس وتغير في الإدراك أو الفكر أو السلوك وكذلك ظاهرة آفة شاملة في الدماغ تؤدي إلى غيبوبة وفتق الدماغ. بعض علاماته وأعراضه قد تشبه التصلب المتعدد. 10 بالمئة من المصابين يؤدي عندهم إلى نزيف في الدماغ.

## الأسباب
يقال إن التهاب الأوعية الدموية الأساسي في الجهاز العصبي المركزي موجود إذا لم يكن هناك سبب كامن. الآلية الدقيقة للمرض الأساسي غير معروفة، ولكن الآلية الأساسية لجميع مضادات الأورام هي المناعة الذاتية. الأسباب الثانوية المحتملة الأخرى لالتهاب الأوعية الدموية الدماغي هي العدوى وأمراض المناعة الذاتية الجهازية مثل الذئبة الحمامية الشاملة والتهاب المفاصل الروماتويدي والأدوية والمخدرات (الأمفيتامين والكوكايين والهيروين) وبعض أشكال السرطان (الأورام اللمفاوية وسرطان الدم وسرطان الرئة) وأشكال أخرى من التهاب الأوعية الدموية الجهازية مثل الورام الحبيبي والتهاب الشرايين العقدي المتعدد  ومرض بهجت. قد يقلد، وهو بدوره يقلد، عددًا من الأمراض الأخرى التي تصيب الأوعية الدموية في الدماغ بشكل منتشر مثل خلل التنسج العضلي الليفي وفرفرية نقص الصفيحات التخثرية.

## التشخيص
يتطلب إجراء التشخيص، غالبًا، تصوير وعائي دماغي والتصوير بالرنين المغناطيسي والتاريخ الطبي للعائلة والأعراض والفحص البدني الكامل والخزعة النهائية للدماغ. يجب إجراء العديد من الاختبارات المعملية للتشخيص. قد تكشف الاختبارات عن فقر الدم (نقص خلايا الدم الحمراء) وارتفاع عدد خلايا الدم البيضاء وارتفاع عدد الصفائح الدموية ردود فعل تحسسية ومضاعفات مناعية وارتفاغ الأجسام المضادة (الأدوات التي يستخدمها الجسم لمحاربة التهديدات) وارتفاع علامات الالتهابات. جزء هام آخر في تشخيص التهاب الأوعية الدماغي هو استخدام تقنيات التصوير. تُستخدم تقنيات مثل تصوير الأوعية بالطرح الرقمي التقليدي وتصوير الرنين المغناطيسي للعثور تأثر الدماغ ومراقبته.

## العلاج
يتم العلاج أولاً مع العديد من الستريويدات بجرعة عالية، أي الجلوكوكورتيكويدات. بعد ذلك، إذا لم تحسن الأعراض التثبيط المناعي، يُضاف سيكلوفوسفاميد لتقليل هجوم الجهاز المناعي على أنسجة الجسم. يُعد التهاب الأوعية الدماغية حالةً نادرة للغاية يصعب تشخيصها، ونتيجة لذلك هناك اختلافات كبيرة في طريقة التشخيص والعلاج.

## أمراض محددة
التهاب الشريان ذو الخلايا العملاقة
الأعراض
- حُمى.
- عدم ارتياح عام.
- فقدان للوزن.
- التهاب العضلات التي تسبب تصلب في الكتفين؛ العنق؛ و/ أو الذراعين العلويين.
- صداع مستمر.
- ألم في الفك أو الأذن عند الأكل.
- رؤية مزدوجة (شفع).
- فقدان جزئي للبصر أو وجود نقاط معتمة.
- سكتة دماغية (في مناسبات نادرة).

معايير التشخيص
يجب ان تجتمع ثلاثة أو أكثر من المعايير الخمسة التالية:
- العمر خمسين أو يزيد.
- صداع متطور جديد.
- ترقق الشريان الصدغي السطحي.
- معدل تثّقُل مرتفع، لا يقل عن 50 ميليمتر/ ساعة (اختبار دم يكشف النشاط الالتهابي).
- التهاب الشريان ذو الخلية العملاقة في عينة خزعة من الشريان الصدغي.

### التهاب الشرايين تاكاياسو
الأعراض
يبدأ بأعراض غير محددة مثل:
- ألم مرفقي موضعي.
- حُمى.
- تعب.
- صداع.
- طفح جلدي.
- فقدان للوزن.

- لا يحدث التشخيص عادة حتى يتسبب الانسداد في نقص تدفق الدم إلى الأطراف أو إلى سكتة دماغية.

معايير التشخيص
يجب أن تلتقي ثلاثة من المعايير الستة التالية:
- العمر أقل من الخمسين عند بداية المرض.
- انخفض نبض الشريان العضدي.
- يختلف ضغط الدم الانقباضي بأكثر من 10 مم زئبق بين الذراعين.
- تشنج الناجم عند ممارسة التمارين في الأطراف.
- أصوات غير طبيعية (عبر السماعة) على الشرايين تحت الترقوة أو الشريان الأورطي البطني.
- تضييق أو انسداد في الشريان الأورطي أو فروعه الرئيسية أو الشرايين الكبيرة كما يظهر من خلال صورة شعاعية للشرايين.

العلاج
- يستجيب 50٪ من المرضى للعلاج بالكورتيكوستيرويد بمفردهم في المراحل المبكرة.
- الميثوتريكسيت أو الآزويثوبرين بديل لمثبطات الكورتيكوستيرويد.
- كانت هناك دراسات على ميكوفينولات موفتيل والعلاجات المضادة لعامل نخر الورم ألفا.
- في التهاب الشرايين تاكاياسو، من الضروري الجمع بين العلاجات الدوائية في كثير من الأحيان مع جرعة منخفضة من الأسبرين أو الستاتين.

### التهاب الشرايين العقدي المتعدد
الأعراض
- مرض جهازي مع حمى.
- الشعور العام بعدم الراحة أو عدم الارتياح مع سبب يصعب تحديده.
- فقدان للوزن.
- التهاب المفاصل.
- تلون الجلد بالأسود، بشكل أساسي على الأطراف.
- نقص شديد في إمداد الدم إلى الأطراف.
- قد تحدث السكتة الدماغية والنزيف واعتلال الدماغ التدريجي مع أو بدون نوبات.

معايير التشخيص
يجب أن توجد ثلاثة أو أكثر من المعايير العشرة الآتية:
- فقدان الوزن بما يعادل 4 كيلوغرام.
- تلطيخ يشبه رباط الحذاء للجلد (تزرُّق شبكي).
- ألم في الخصية.
- ألم في عضلة أو عدة عضلات.
- أضرارفي الأعصاب الطرفية.
- ارتفاع في ضغط الدم بمقادر 90 ميلمتر زئبقي.
- مستويات مصل الكرياتينين أكبر من 1,5 ميلغرام / ديسيلتر.
- مستضدات فيروس التهاب الكبد ب أو ج.
- أم الدم أو انسداد كما هو موضح في الشرايين المرضية.
- نتائج الأنسجة تتوافق مع التهاب الشرايين العقدي المتعدد.

طريقة العلاج
- في التهاب الشرايين العقدي المتعدد غير المرتبط بفيروس التهاب الكبد: علاج بالبريدنيزون وسيكلوفوسفاميد. في حالة الطوارئ، قد يُجرى استخراج البلازما.
- في التهاب الشرايين العقدي المتعدد المرتبط بفيروس التهاب الكبد: الجمع بين العلاج من بريدنيزون جنبا إلى جنب مع ابح الفيروسات، مثل لاميفودين (التهاب الكبد ب) أو انترفيرون ألفا وريبافيرين (التهاب الكبد ج).[6]

### ورام حبيبي ويغنري
يُعرف سابقًا بحبيبيوم واغنر
الأعراض
- يُصاب الرجال بمعدل مضاعف مقارنةً من النساء.
- انضغاط البنيان المحيط بالأنف والجيوب الأنفية.
- مرض السكري الكاذب.
- نتوء غير طبيعي من مقلة العين.
- التهاب السحايا غير الشعري.
- علّة في الرئة والكلى بسبب تدمير الشرايين والأوردة.
- السكتة الدماغية أو النزيف أو اعتلال الدماغ مع نوبات محتملة.

معايير التشخيص
اثنان أو أكثر من المعااير التالية يجب أن تكون موجودة:
- التهاب تقرحي ناخر في الأنف أو الجيوب الأنفية أو الفم أو البلعوم.
- رشح غير نظامي في الرئة.
- التهاب الكلية.
- ورم حبيبي وعائي والتهاب مُحيط الوعاء.
- طريقة العلاج
- كورتيكوستيرويد (مثل بريدنيزولون).
- سيكلوفوسفاميد.
- آزاثيوبرين.
- ميكوفينوليت موفتيل.